# 황금시대 (1930년 영화)
《황금시대》(프랑스어: L'Age d'Or)는 1930년 개봉한 프랑스의 초현실주의, 풍자 코미디 영화이다. 루이스 부뉴엘이 감독을 맡았으며, 살바도르 달리와 함께 각본 역시 맡았다.  영화 《미스 유럽》과 《파리의 지붕 밑》과 함께 프랑스에서 제작된 최초의 유성 영화 중 하나이다.

## 출연

### 주연
- 가스통 모돗
- 라이아 리스